# Júlio César (Fußballspieler, 1996)
Júlio César Basílio da Silva (* 6. Dezember 1996 in Mogi das Cruzes), auch bekannt als Júlio César, ist ein brasilianischer Fußballspieler.

## Karriere
Júlio César erlernte das Fußballspielen in der Jugend von Corinthians São Paulo im brasilianischen São Paulo. Seinen ersten Vertrag unterschrieb er am 1. Januar 2018 beim América FC. Mit dem Verein aus Natal belegte er den zweiten Platz in der Staatsmeisterschaft von Rio Grande do Norte. Nach einem Jahr wechselte er im Januar 2019 nach Europa. Hier verpflichtete ihn der unterklassige spanische Verein FC Vilafranca aus Vilafranca del Penedès. Der FK Wizebsk, ein Erstligist aus der belarussischen Stadt Wizebsk, nahm ihn im Januar 2020 unter Vertrag. Bis Ende 2022 bestritt er für den Verein 73 Ligaspiele. Im Januar 2023 zog es ihn nach Asien. In Indonesien unterschrieb er einen Vertrag beim Borneo FC. Für den Erstligisten aus Samarinda auf der Insel Borneo bestritt er 16 Erstligaspiele. Über den ukrainischen Erstligisten Weres Riwne, wo er von Juli 2023 bis Juli 2024 unter Vertrag stand, wechselte er im Juli 2024 zum thailändischen Erstligisten Uthai Thani FC. Nach einer Spielzeit, in der er 24 Ligaspiele bestritt, wurde sein Vertrag im Sommer 2025 nicht verlängert. Im Juli 2025 unterschrieb er in Usbekistan einen Vertrag beim Erstligisten Navbahor Namangan.